# Hitler-videók
A Hitler-videók internetes mémek, melyek Adolf Hitler utolsó napjait bemutató, A bukás – Hitler utolsó napjai című 2004-es film egyik jelenetéhez – leggyakrabban ahhoz, amikor Hitler megtudja, hogy hatalmának vége, és őrjöngeni kezd – új feliratot fűznek. Mivel a film német nyelvű, a feliratok főleg azok számára humorosak, akik nem értenek folyékonyan németül. Az újrafeliratozott videók főleg a YouTube-on és más népszerű videómegosztókon kezdtek elterjedni.
A Hitler-videók két csoportra oszthatók. Az egyikben maga Hitler dühöng különféle dolgok miatt – például a Windows Vista problémái, Michael Jackson halála, a Grand Theft Auto IV PC-verziójának bugjai, a vuvuzela használata a 2010-es labdarúgó-világbajnokságon, a Télapó nemléte, az indiai call centerek léte, az, hogy kitiltják az Xbox Live-ról, és hogy idő előtt megtudja a Harry Potter-sorozat végét; egy magyar változatban az idegesíti fel, hogy fizetős lesz az extra.hu tárhely, illetve ebbe a típusba tartozik még a végső Hitler-paródia is: amelyikben Hitler amiatt dühöng, hogy paródiákat csinálnak róla az interneten. A másik paródiatípusban Hitler és társai alakjába más közismert személyeket (többnyire kortárs politikusokat) kell beleképzelni, a magyarok közül pl. Orbán Viktort, Gyurcsány Ferencet és Vona Gábort is személyesítette meg Hitler.
2010. április 20-án a film jogtulajdonosa, a Constantin Film megkísérelte a paródiavideók eltávolítását az internetről szerzői jogokra hivatkozva, annak ellenére, hogy a rendező, Oliver Hirschbiegel bóknak tekinti, hogy filmje ekkora népszerűséget kapott, és úgy érzi, ezek is hozzájárulnak, hogy a film elérje célját, azt, hogy „lerúgjuk ezeket a borzalmas embereket a trónról, amely démonná tette őket, és valóságossá tegyük őket és tetteiket”. A Constantin Film döntését többen kritizálták, mert az amerikai törvények szerinti szabad felhasználásba (fair use) belefér a paródia, és számos Hitler-videó témájává is vált. Holokauszt-túlélők egy csoportja is nemtetszését fejezte ki Hitler tetteinek trivializálása miatt; az általuk kifogásolt verziót (amelyben Hitler a Tel-Aviv-i parkolási helyzet miatt őrjöng) egyébként egy izraeli töltötte fel. A filmcég szerint nincs adat arra nézve, hogy az eladásokat növelte volna a paródia népszerűsége.
A YouTube a videókat a content ID alapján blokkolja, de van lehetőség annak kérelmezésére, hogy a fair use nevében engedje a felhasználást, így történt egy magyar változattal, amelyben Hitler egy koncert elmaradása miatt dühöng.
2017-ben a szekszárdi Garay János Gimnáziumban azért hurcoltak meg egy diákot, mert állítólag két Hitler-videóban kritizálta a tanári kart, főként az igazgatónőt. A fiú állítása szerint nem ő készítette a videókat, de így is kénytelen volt elhagyni az iskolát.

## Hitler tanár úr-sorozat
Radics Péter – aki szinkronparódiákkal foglalkozik – készített egy sorozatot Hitler tanár úr címmel, amelyben a tanár úr szereti megbuktatni a tanulókat.